# Biathlon aux Jeux olympiques de 2018 - Départ groupé femmes
Navigation
Sotchi 2014 Pékin 2022
L'épreuve féminine du 12,5 km départ groupé (ou Mass start) aux Jeux olympiques d'hiver de 2018 a lieu le 17 février aux Jeux olympiques d'hiver de 2018 2018 à 20 h 15 (heure locale) au Centre de biathlon et de ski de fond d'Alpensia.

## Médaillées
| Or                      | Argent                 | Bronze              |
| Anastasia Kuzmina (SVK) | Darya Domracheva (BLR) | Tiril Eckhoff (NOR) |

## Résultats
| Rang                                | Dossard | Nom                | Nationalité        | Pénalités (C+C+D+D) | Temps         | Retard         |
| ----------------------------------- | ------- | ------------------ | ------------------ | ------------------- | ------------- | -------------- |
| Médaille d'or, Jeux olympiques      | 4       | Anastasiya Kuzmina | Slovaquie          | 1 (0+0+0+1)         | 35 min 23 s 0 | —              |
| Médaille d'argent, Jeux olympiques  | 9       | Darya Domracheva   | Biélorussie        | 1 (0+0+1+0)         | 35 min 41 s 8 | + 18 s 8       |
| Médaille de bronze, Jeux olympiques | 18      | Tiril Eckhoff      | Norvège            | 2 (1+0+1+0)         | 35 min 50 s 7 | + 27 s 7       |
| 4                                   | 13      | Lisa Vittozzi      | Italie             | 2 (1+0+0+1)         | 36 min 08 s 6 | + 45 s 6       |
| 5                                   | 2       | Hanna Öberg        | Suède              | 1 (0+0+1+0)         | 36 min 09 s 5 | + 46 s 5       |
| 6                                   | 8       | Dorothea Wierer    | Italie             | 1 (0+0+0+1)         | 36 min 10 s 3 | + 47 s 3       |
| 7                                   | 19      | Nadezhda Skardino  | Biélorussie        | 0 (0+0+0+0)         | 36 min 10 s 9 | + 47 s 9       |
| 8                                   | 3       | Marte Olsbu        | Norvège            | 1 (0+1+0+0)         | 36 min 14 s 6 | + 51 s 6       |
| 9                                   | 21      | Marie Dorin Habert | France             | 2 (0+1+0+1)         | 36 min 20 s 9 | + 57 s 9       |
| 10                                  | 7       | Kaisa Mäkäräinen   | Finlande           | 2 (0+1+0+1)         | 36 min 23 s 9 | + 1 min 00 s 9 |
| 11                                  | 10      | Denise Herrmann    | Allemagne          | 2 (0+0+2+0)         | 36 min 27 s 2 | + 1 min 04 s 2 |
| 12                                  | 28      | Franziska Preuß    | Allemagne          | 1 (0+0+1+0)         | 36 min 38 s 9 | + 1 min 15 s 9 |
| 13                                  | 17      | Mona Brorsson      | Suède              | 1 (0+0+1+0)         | 36 min 55 s 3 | + 1 min 32 s 3 |
| 14                                  | 5       | Veronika Vítková   | République tchèque | 1 (0+0+0+1)         | 36 min 57 s 8 | + 1 min 34 s 8 |
| 15                                  | 30      | Monika Hojnisz     | Pologne            | 0 (0+0+0+0)         | 36 min 59 s 2 | + 1 min 36 s 2 |
| 16                                  | 1       | Laura Dahlmeier    | Allemagne          | 2 (1+1+0+0)         | 37 min 10 s 1 | + 1 min 47 s 1 |
| 17                                  | 6       | Anaïs Bescond      | France             | 4 (1+0+2+1)         | 37 min 23 s 5 | + 2 min 00 s 5 |
| 18                                  | 29      | Markéta Davidová   | République tchèque | 3 (0+1+1+1)         | 37 min 23 s 8 | + 2 min 00 s 8 |
| 19                                  | 14      | Valj Semerenko     | Ukraine            | 1 (1+0+0+0)         | 37 min 39 s 9 | + 2 min 16 s 9 |
| 20                                  | 11      | Justine Braisaz    | France             | 5 (0+1+3+1)         | 37 min 49 s 6 | + 2 min 26 s 6 |
| 21                                  | 16      | Paulína Fialková   | Slovaquie          | 4 (1+2+0+1)         | 37 min 52 s 6 | + 2 min 29 s 6 |
| 22                                  | 25      | Linn Persson       | Suède              | 2 (1+0+0+1)         | 37 min 54 s 5 | + 2 min 31 s 5 |
| 23                                  | 23      | Lena Häcki         | Suisse             | 4 (1+2+0+1)         | 38 min 22 s 3 | + 2 min 59 s 3 |
| 24                                  | 12      | Vita Semerenko     | Ukraine            | 3 (0+0+3+0)         | 38 min 25 s 3 | + 3 min 02 s 3 |
| 25                                  | 15      | Vanessa Hinz       | Allemagne          | 4 (2+1+0+1)         | 38 min 52 s 4 | + 3 min 29 s 4 |
| 26                                  | 26      | Iryna Kryuko       | Biélorussie        | 4 (3+1+0+0)         | 39 min 04 s 0 | + 3 min 41 s 0 |
| 27                                  | 27      | Elisa Gasparin     | Suisse             | 5 (0+2+1+2)         | 39 min 21 s 0 | + 3 min 58 s 0 |
| 28                                  | 20      | Irene Cadurisch    | Suisse             | 4 (2+1+1+0)         | 39 min 44 s 7 | + 4 min 21 s 7 |
| 29                                  | 24      | Anaïs Chevalier    | France             | 6 (2+3+1+0)         | 40 min 39 s 7 | + 5 min 16 s 7 |
| 30                                  | 22      | Tatiana Akimova    | Russie (OAR)       | 6 (0+0+5+1)         | 41 min 32 s 4 | + 6 min 09 s 4 |